# Theodoor Weustenraad
Jean Théodore Hubert Weustenraad (Maastricht, 5 november 1805 - Jambes, 25 juni 1849) was een Nederlands, na 1830 Belgisch dichter en publicist, die schreef in het Nederlands, Frans en Maastrichts.

## Levensschets
Theodoor (of Théodore) Weustenraad werd in 1805 in de Franse Tijd (1794-1814) als oudste van 16 kinderen geboren te Maastricht. Zijn vader was procureur van het Franse departement Nedermaas, waarvan Maastricht de hoofdstad was. In 1823 ging hij naar Luik om aan de Rijksuniversiteit Luik rechten en wijsbegeerte te studeren (promotie 1827). Hij vestigde zich als advocaat in Maastricht. 
Ofschoon hij zich had laten inschrijven aan de balie van de Maastrichtse rechtbank, ontwikkelde Weustenraad zich al snel tot dagbladschrijver. Hij werd redacteur van de L'Éclaireur, journal politique, commercial et littéraire (1827-30), een gematigd oppositionele krant, waarin hij, vervuld van liberale sympathieën, vanaf 1828 de regeringspolitiek van Willem I bestreed. Zijn kritiek werd hem niet in dank afgenomen: op 10 september 1828 werd hij gearresteerd en zou tot 31 oktober in hechtenis zitten op de Minderbroedersberg. Ofschoon hij toen zijn vrijheid terug had, zou 'de zaak Weustenraad' eerst op 3 januari 1829 definitief worden afgesloten. Op 13 oktober 1830, enkele weken na het begin van de Belgische Revolutie, week hij uit naar België. Aanvankelijk vestigde hij zich te Tongeren (1831-32), later te Luik (1832-47), daarna te Brussel (1847-49).
In 1831 raakte Weustenraad te Luik in de ban van het Saint-Simonisme, het aan het socialisme verwante 'nieuwe christendom', dat een samenleving zou scheppen waarin voor lege voorrechten geen plaats meer was. In de dichtbundel Chants de réveil beleed hij zijn nieuwe geloof. Ook na zijn saintsimonistische periode bleef hij geloven in een betere toekomst dankzij de industrie en bezong hij in lange gedichten zoals Le Remorqueur (de locomotief) en Le Haut-Fourneau (de hoogoven) de wonderen van de techniek. 
In Luik was hij in 1834 medeoprichter van de Association nationale pour l'encouragement et le développement de la littérature en Belgique, die de Revue belge (1835-1844) uitgaf, een tijdschrift dat zich sterk maakte voor  'het tot leven wekken van de Belgische identiteit op cultureel, vooral literair gebied'. 
De Neerlandicus Lou Spronck omschreef Weustenraad in 2009 als volgt:

 'Theodoor Weustenraad was een kind van de Revolutie: hij was gegrepen door de idealen van vrijheid en gelijkheid en kende de onvrede van de romanticus die droomt van een nieuwe aarde. Zijn leermeester aan de Luikse universiteit, Johannes Kinker, scherpte zijn kritische blik.' 
Met zijn essays en gedichten droeg Weustenraad bij aan de natievorming van de jonge Belgische staat. Deze verleende hem voor zijn verdiensten als 'dichter des Vaderlands' verschillende onderscheidingen. Hij ontving het IJzeren Kruis van Verdienste en was Ridder in de Leopoldsorde. 
Théodore Weustenraad huwde, 23 jaar oud, op 13 mei 1829 te Maastricht de veel oudere Anna Maria (Marie) Poswick-Neven (35).  Geheel onverwacht stierf hij op 24 juni 1849 als gevolg van een besmetting door de cholera. Hij was pas 43.

## Werken
'De Persessie van Scherpenheuvel' (1931)
Vanaf 1831 heeft Weustenraad gewerkt aan een lang, maar onvoltooid gebleven, satirisch gedicht in het Maastrichtse dialect over de belevenissen van een deelnemer aan een voettocht ('percessie') van Maastricht naar de bedevaartplaats Scherpenheuvel (B). Hij schreef het ter ontspanning van zichzelf en tot vermaak van zijn Maastrichtse vrienden en mede-uitwijkelingen in België:  'een veelkleurig palet van lichtvoetigheid, erotiek, antiklerikale satire, zelfspot, religiositeit, maatschappijkritiek. ' Dat het gedicht niet door iedereen gewaardeerd werd, was te verwachten. De historicus Pierre Ubachs schreef in 2000 met betrekking tot de reacties van tijdgenoten op dit licht scabreuze werk:  'Die "Persessie" (Maastrichts dialect voor bedevaart) was misschien des te verwerpelijker, omdat de dichter het waagde de geestelijkheid te hekelen om haar slechte omgangsvormen, geringe aandacht voor de uiterlijke verzorging van de eredienst en oppervlakkige preken.'   In 1831 werd De Persessie van Scherpenheuvel voor het eerst uitgegeven, clandestien, vanwege het libertijnse karakter. Heruitgaven volgden in 1964, 1994 (met CD) en 2009.

### Gedichten
Weustenraad schreef in het Nederlands enige patriottische gedichten, die echter het vuur en elan ontbeerden van zijn Franstalige werk. Onder het pseudoniem Charles Donald publiceerde hij de bundel Chants de réveil (1831). (online tekst).
Zijn verzamelde Franstalige poëzie verscheen in januari 1849 te Brussel bij de uitgever Auguste Decq onder de titel Poésies lyriques (jaar van uitgave: 1848); (online tekst). Daarin onder meer:
- Le Remorqueur (1841) (online tekst)
- Le Haut-Fourneau (1844) (online tekst)

Voor de bibliografie van Weustenraads Nederlandstalige en Franstalige poëzie, zie Spronck (2009), pp. 462-464.
- Bibliothèque nationale de France: cb146385282 (data)
- Digitale Bibliotheek voor de Nederlandse Letteren: weus002
- Gemeinsame Normdatei: 140635122
- International Standard Name Identifier: 0000 0000 7987 806X
- Library of Congress Control Number: n2010037204
- Nederlandse Thesaurus van Auteursnamen: 07193751X
- Virtual International Authority File: 27322621
- WorldCat: E39PBJfWXWXjTxrQvmjxTfCfbd